# Corriol australià
El corriol australià (Peltohyas australis) és una espècie d'ocell de la família dels caràdrids (Charadriidae) i única espècie del gènere Peltohyas, si bé sovint és ubicat a Charadrius. Habita planures de l'interior àrid i zones costaneres d'Austràlia occidental i meridional.